# Veter s porogov
Veter s porogov (Ветер с порогов) è un film del 1929 diretto da Arnol'd Vladimirovič Kordjum.